# Pelayo (1887)
Pelayo – hiszpański pancernik pozostający w służbie w latach 1888−1923, przez długi okres najsilniejszy i jedyny tej klasy okręt Armada Española.

## Projektowanie i budowa

„Pelayo” po wejściu do służby

W 1884 roku rząd hiszpański zdecydował się zamówić w jednej ze stoczni zagranicznych nowoczesny według ówczesnych standardów pancernik, mający stać się pierwszym z serii dużych okrętów, budowanych w celu radykalnego unowocześnienia marynarki wojennej. Krajowi konstruktorzy nie byli wówczas w stanie zaprojektować jednostki na tyle nowoczesnej, że stanowiłaby istotne wzmocnienie floty w czasach znacznego postępu technicznego. Wybór ministra marynarki padł na francuską stocznię Société Nouvelle des Forges et Chantiers de la Méditerranée w La Seyne-sur-Mer.
Kontrakt na budowę zawarto 26 listopada 1884 roku, zaś stępkę położono w kwietniu roku następnego. Autorem projektu pancernika był inżynier Antoine-Jean Amable Lagane, który wykorzystał plany francuskiego typu Marceau, dostosowując je do hiszpańskich wymagań, między innymi zmniejszając nieco wymiary, aby umożliwić jednostce swobodne przejście przez Kanał Sueski. Uroczyste wodowanie okrętu odbyło się 5 lutego 1887 roku, zaś formalne przekazanie marynarce hiszpańskiej 9 września 1888 roku. Nazwa pancernika nawiązywała do Pelagiusza, pierwszego króla Asturii.
Pomimo podniesienia bandery hiszpańskiej, "Pelayo" pozostawał w stoczni, gdzie prowadzono prace wykończeniowe, i wszedł do linii dopiero na przełomie lat 1889−1890.

## Opis konstrukcji
Stalowy kadłub pancernika miał konstrukcję komorową, z podwójnym dnem podzielonym na 90 (według innych źródeł 98) przedziałów wodoszczelnych, chroniącym wnętrze, również podzielone 16 (według innych źródeł 13) grodziami. Każdy z powstałych w ten sposób przedziałów był zaopatrzony w rurę, odprowadzającą przy pomocy dwóch pomp parowych wodę w przypadku przebicia pancerza i zalania okrętu. Całkowita długość kadłuba w chwili ukończenia budowy wynosiła 105,07 m, szerokość 20,18 m, średnie zanurzenie 7,58 m, wyporność normalna 9745 ton.
Pancernik był wyposażony w dwa stalowe maszty, zaopatrzone w opancerzone bocianie gniazda z działkami szybkostrzelnymi. Na masztach można było rozpiąć, używane jako napęd pomocniczy, żagle o powierzchni około 500 m². Główny napęd stanowiły dwie dwucylindrowe pionowe maszyny parowe typu compound, o łącznej mocy indykowanej 9600 KM. Każda z nich poruszała za pośrednictwem wału jedną śrubę. Parę do maszyn dostarczało 12 kotłów płomieniówkowych o ciśnieniu roboczym pary 6 atmosfer, umieszczonych w czterech kotłowniach, z dwoma osobnymi kominami dla odprowadzenia spalin. Maksymalna prędkość na próbach z przeforsowaniem wynosiła 16,7 węzła. Zapas 800 ton węgla wystarczał na przepłynięcie 2540 mil morskich przy prędkości ekonomicznej 10 węzłów.
Główne uzbrojenie "Pelayo" stanowiły dwa działa kal. 320 mm, o długości lufy 35 kalibrów, w wieżach artyleryjskich na dziobie i rufie okrętu oraz dwa działa kal. 280 mm o długości lufy 35 kalibrów w wieżach na sponsonach burtowych na śródokręciu. Pierwotnie były one uzupełnione działem kal. 160 mm w stanowisku dziobowym i 12 dział kal. 120 mm w stanowiskach burtowych na pokładzie bateryjnym, oraz trzema działkami szybkostrzelnymi Hotchkiss kal. 57 mm i trzynastoma kal. 37 mm. Wszystkie działa, poza szybkostrzelnymi, wykonane zostały w hiszpańskiej fabryce broni Hontoria, na licencji francuskiego Caneta. Ponadto pancernik wyposażony był w siedem nawodnych wyrzutni dla torped Whiteheada, zdemontowanych w 1910 roku.
Ochrona pancerna okrętu składała się z głównego pasa pancernego o maksymalnej grubości 450 mm i szerokości 2,1 m i pokładu pancernego o grubości do 87 mm. Barbety wież artyleryjskich miały grubość 400 mm i posiadały dodatkowe osłony przeciwodłamkowe grubości 50 mm. Stanowiska dział na pokładzie bateryjnym miały pancerz grubości do 75 mm. Płyty pancerne były wyprodukowane przez francuskie zakłady Creusot.
Załoga okrętu według projektu miała wynosić 520 osób, w późniejszych latach wzrosła do 630 oficerów i marynarzy.

## Modyfikacje

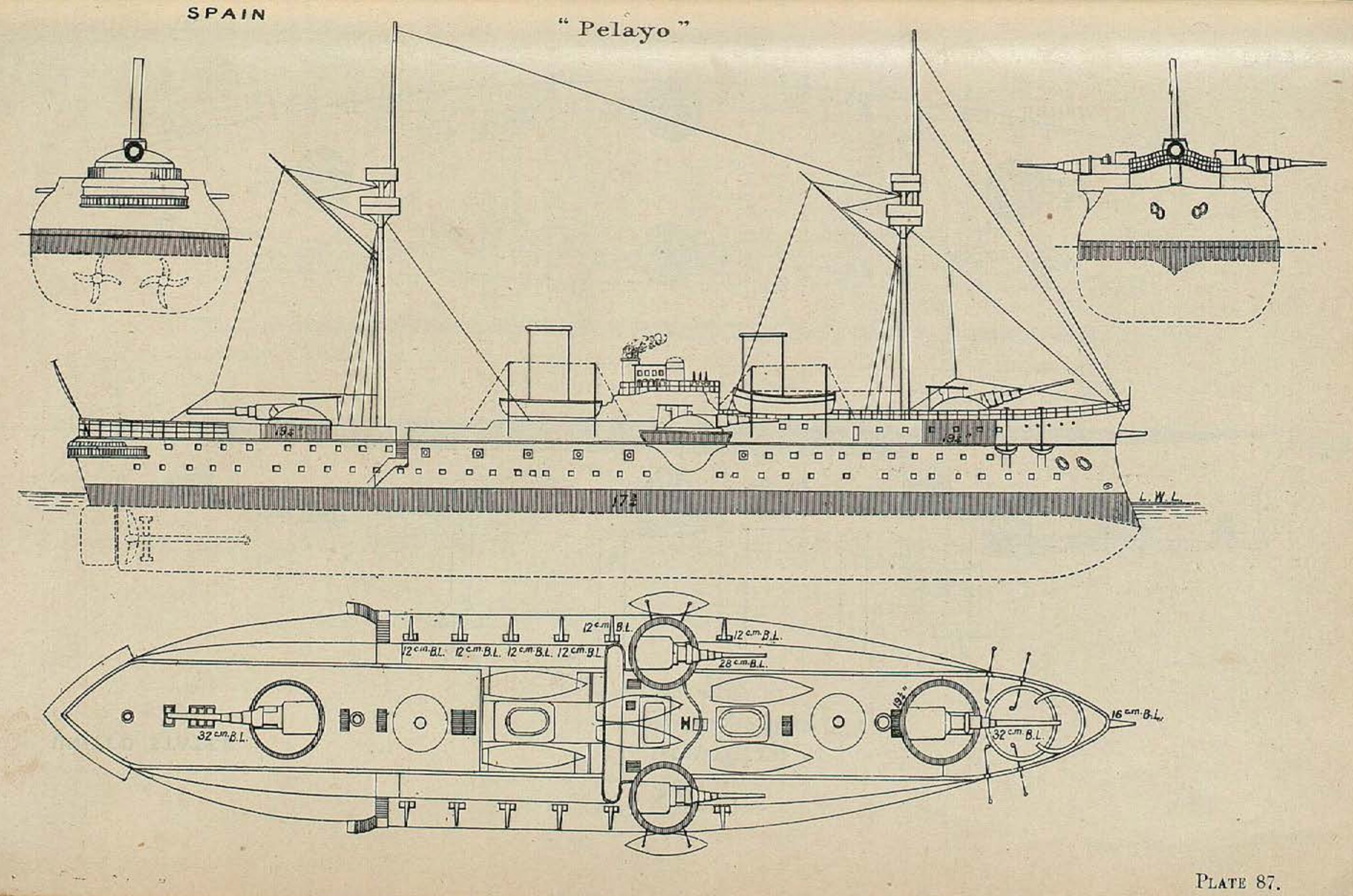
Planik "Pelayo" według Brassey's Naval Annual 1896

W ciągu swej długiej służby "Pelayo" podlegał kilkukrotnym przebudowom. Pierwsza z nich, w latach 1897−1898, przeprowadzona została w stoczni w La Seyne. W jej trakcie zmieniony został kształt rufy okrętu, co spowodowało zmianę wyporności do 9950 ton i zmniejszyło całkowitą długość kadłuba do 102,04 m oraz zdemontowane pancerne bocianie gniazda z obydwu masztów, zamontowano nowe kotły wodnorurkowe Niclausse, w liczbie 16 oraz planowano zmodernizować artylerię. Temu ostatniemu przeszkodził jednak wybuch wojny amerykańsko-hiszpańskiej. Dopiero po jej zakończeniu "Pelayo" otrzymał nowe działa średniego kalibru: szybkostrzelne armaty Canet kal. 140 mm. Jedną z nich zainstalowano w stanowisku dziobowym, osiem w kazamatach burtowych na pokładzie bateryjnym. Artyleria małokalibrowa składała się odtąd z 12 dział Nordenfelt kal. 57 mm i pięciu Hotchkiss kal. 37 mm.
Na początku XX wieku planowano przezbroić pancernik w cztery nowoczesne długolufowe armaty kal. 240 mm, ale wobec przestarzałej konstrukcji zrezygnowano z tego zamiaru, demontując jedynie podczas pobytu w stoczni w 1910 roku wszystkie wyrzutnie torpedowe.

## Przebieg służby

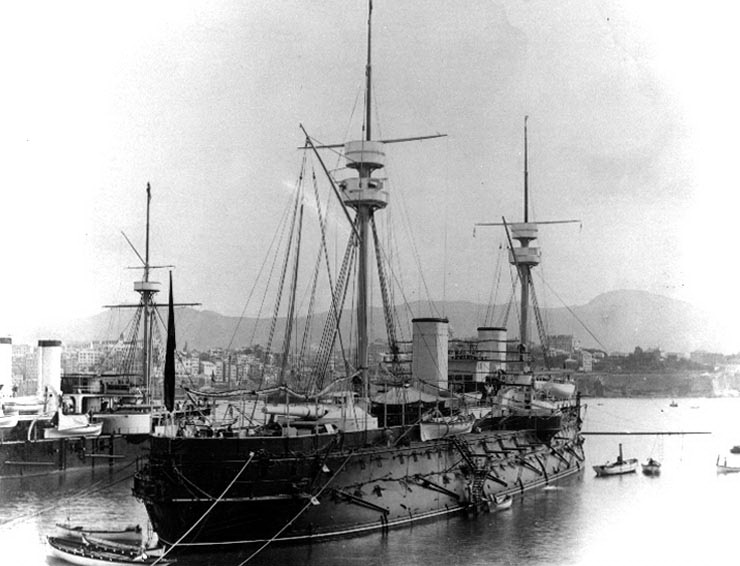
„Pelayo” od rufy

Jako najnowocześniejszy z dużych okrętów hiszpańskich, "Pelayo" był wykorzystywany w początkach swojej służby jako jednostka reprezentująca flotę w portach zagranicznych. W 1891 roku wizytował Pireus podczas obchodów rocznicy greckiej niepodległości, rok później Genuę, gdzie wziął udział w uroczystościach 400. rocznicy odkrycia Ameryki, zaś w 1895 roku był w składzie hiszpańskiej eskadry wysłanej na otwarcie Kanału Kilońskiego.
Po wybuchu wojny amerykańsko-hiszpańskiej pancernik został wycofany ze stoczni i powrócił w skład floty. Nie został włączony do eskadry admirała Cervery, płynącej na Kubę, co uchroniło go prawdopodobnie przed zniszczeniem podczas bitwy 3 lipca 1898 roku. Dołączony do powstającej Eskadry Rezerwowej, miał być początkowo użyty do zaatakowania atlantyckiego wybrzeża Stanów Zjednoczonych, a po odwołaniu tej akcji wysłany z całą eskadrą na Filipiny. Okręty hiszpańskie wypłynęły z bazy w Kadyksie 16 czerwca 1898 roku i skierowały się w stronę Kanału Sueskiego. Przeszły go 5 lipca, ale już następnego dnia rząd, po otrzymaniu wiadomości o klęsce pod Santiago de Cuba, nakazał im powrót na wody macierzyste.
W kolejnych latach "Pelayo" wciąż pełnił funkcję reprezentacyjnej jednostki floty, wizytując między innymi Tulon w 1901 roku i Lizbonę trzy lata później. Również w 1904 roku uczestniczył w rewii na powitanie cesarza Wilhelma II w zatoce Vigo. Jedyny w historii pancernika udział w akcji bojowej wiąże się z powstaniem marokańskich Rifenów w 1909 roku. Podczas tzw. drugiej wojny rifskiej ostrzeliwał pozycje przeciwnika pod Melillą. Pomimo przestarzałej konstrukcji, "Pelayo" pozostawał w składzie marynarki hiszpańskiej aż do lat 20. XX wieku. Na przełomie 1922 i 1923 roku został rozbrojony, a w 1925 roku sprzedany do stoczni złomowej i rozebrany. Część płyt pancernych pozostałych po złomowaniu została użyta przy próbach skuteczności armat przeciwpancernych.